# Aplidium tabarquensis
Aplidium tabarquensis is een zakpijpensoort uit de familie van de Polyclinidae. De wetenschappelijke naam van de soort is voor het eerst geldig gepubliceerd in 1991 door Ramos-Espla.